# Afacere romantică de Crăciun
Afacere romantică de Crăciun  (titlu original: Holiday Affair)  este un film de Crăciun, de război, romantic, de comedie, american din 1949 produs și regizat de Don Hartman și scris de  John D. Weaver. Scenariul este scris de Isobel Lennart după povestirea Christmas Gift de John D. Weaver, acesta fiind și titlul de producție. Rolurile principale au fost interpretate de actorii  Robert Mitchum, Janet Leigh și Wendell Corey
Având acțiunea în perioada Crăciunului, filmul nu a fost bine primit la lansarea sa inițială. Cu toate acestea, Turner Classic Movies a transmis acest film de-a lungul mai multor sezoane de Crăciun și prin urmare a devenit un clasic minor de sărbători. A fost refăcut pentru televiziune în 1996 ca Holiday Affair (tradus în română sub denumirea Cadoul de Crăciun), cu Cynthia Gibb, David James Elliott și Curtis Blanck în rolurile principale.

## Prezentare
Steve Mason (Robert Mitchum), veteran și rătăcitor, este angajat în funcția de grefier în timpul sezonului de Crăciun la Crowley's, un magazin din New York. El o suspectează pe Connie Ennis (Janet Leigh) că spionează pentru un magazin rival atunci când cumpără un tren scump de jucărie, fără a pune nicio întrebare despre acesta. În acea noapte, fiul ei, Timmy (Gordon Gebert), devine foarte extaziat când aruncă o privire la ceea ce crede că este cadoul său, doar pentru a fi dezamăgit atunci când mama sa îl fixează cu privirea. Când Connie aduce trenul înapoi a doua zi, Steve îi spune despre suspiciunile sale și că ar trebui să o raporteze detectivului magazinului, ceea ce ar duce la concedierea ei. După ce îi explică că este văduvă de război și că are un fiu de crescut, Steve îi restituie banii, un gest care îl costă slujba.
Steve se familiarizează cu Connie, cu fiul ei și cu cel care îi face curte de mult timp, avocatul Carl Davis (Wendell Corey). În dimineața de Crăciun, Timmy descoperă trenul care se află în fața ușii apartamentului și presupune că mama lui este cel care i l-a cumpărat până la urmă. Când Connie își dă seama cam cine a adus trenul de jucărie, ea îl găsește pe Steve în Central Park. Ea îi dă o cravată (inițial destinată lui Carl) și se oferă să-i dea banii înapoi pentru cadoul scump. El refuză banii, spunând că vrea să încurajeze optimismul lui Timmy. Connie îi dezvăluie că se va căsători cu Carl în ziua de Anul Nou; Steve îi spune că crede că decizia ei este o greșeală. Supărată, Connie se duce acasă.

## Distribuție
- Robert Mitchum ca Steve Mason
- Janet Leigh ca Connie Ennis
- Wendell Corey ca Carl Davis
- Gordon Gebert ca Timmy Ennis
- Griff Barnett ca Mr. Ennis
- Esther Dale ca Mrs. Ennis
- Henry O'Neill ca Mr. Crowley
- Harry Morgan ca Police Lieutenant
- Larry J. Blake  ca Plainclothesman
- Helen Brown ca Emily (secretara Mr. Crowley)
- Frances Morris ca Mary (menajeră)

În acea perioadă, Mitchum a fost contractat de RKO Radio Pictures. Potrivit lui Robert Osborne de la Turner Classic Movies, șeful RKO Howard Hughes a trebuit să repare imaginea lui Mitchum după arestarea acestuia pentru posesie de marijuana.

## Primire
Filmul a avut pierderi de 300.000 $.